# Антропоморфизам
Антропоморфизам (или човеколикост) је тежња да се понашање животиња објашњава психолошким терминима добијеним проучавањем човека. Такође, тумачење божанских, природних и социјално-покретачких сила по аналогији са индивидуалним људским особинама (у филозофији, религији, уметности итд).

## Порекло речи
Антропоморфија је склоп грчких речи ánthrōpos (грч. ἄνθρωπος), у значењу „човек” и morphē (грч. μορφή), „облик”.

## Примена у уметности, религији и митологији
У историји уметности антропоморфизам је често присутни елемент, на пример на старим дуборезима, рељефима и стелама. Човек је почев од праисторијског доба тежио да своје људске карактеристике пренете на животиње и друге елементе природе визуелно прикаже, најчешће тако представљајући неки митолошки лик или божанство.
У модерном добу, вероватно најпознатији антропоморфни лик је Мики Маус Волта Дизнија, као и ракун Ракета из Марвеловог филмског универзума.